# Selección juvenil de rugby de Singapur
La selección juvenil de rugby de Singapur también conocida como Junior Reds es el equipo juvenil nacional de rugby regulado por la federación del deporte. Sólo ha competido en torneos asiáticos de hasta 19 años (categoría M19) y aún no ha disputado mundiales.

## Palmarés
- Asia Rugby U19 Division 1 (2): 2014,[2] 2018

## Participación en copas
| - no ha clasificado - Frente a Malasia M18 2014: perdió (1 - 0) - Frente a Malasia M23 2014: perdió (1 - 0) - Frente a Malasia M23 2015: perdió (0 - 1) - Asian Rugby Junior 3 2011: Campeón invicto | - Asia Rugby U19 2015: 4º puesto (último) - Asia Rugby U19 2019: 4º puesto (último) - Asia Rugby U19 1 2013: 2º puesto - Asia Rugby U19 1 2014: Campeón - Asia Rugby U19 1 2016: 3º puesto - Asia Rugby U19 1 2017: no participó - Asia Rugby U19 1 2018: Campeón invicto - Asia Rugby U19 1 2020: a disputarse |